# Olympische Sommerspiele 2016/Badminton (Damendoppel)
Der Doppelwettbewerb der Frauen im Badminton bei den Olympischen Spielen 2016 in Rio de Janeiro wurde vom 11. bis 18. August 2016 im „Pavilion 4“ des Riocentro ausgetragen. 32 Sportlerinnen nahmen daran teil.
Es wurden 4 Doppelpaarungen gesetzt, die auf die vier Gruppen verteilt wurden. In den Gruppen spielte jedes Doppel gegeneinander, der Gruppensieger und der Gruppenzweite qualifizierten sich für die nächste Runde, die im K.-o.-System gespielt wurde, bei der die Sieger die nächste Runde erreichten. Die Verlierer der Halbfinals spielten dann die Bronzemedaille aus.

## Setzliste
| Nr. | Spieler                                   | Erreichte Runde |
| --- | ----------------------------------------- | --------------- |
| 01. | Misaki Matsutomo / Ayaka Takahashi        | Gold            |
| 02. | Tang Yuanting / Yu Yang                   | 4. Platz        |
| 03. | Nitya Krishinda Maheswari / Greysia Polii | Viertelfinale   |
| 04. | Jung Kyung-eun / Shin Seung-chan          | Bronze          |

## Resultate

### Gruppenphase

#### Gruppe A
| Team                                          | Spiele | gew. | verl. | Sätze gew. | Sätze verl. | Punkte  |
| --------------------------------------------- | ------ | ---- | ----- | ---------- | ----------- | ------- |
| Misaki Matsutomo / Ayaka Takahashi (1)        | 3      | 3    | 0     | 6          | 0           | 126:075 |
| Eefje Muskens / Selena Piek                   | 3      | 2    | 1     | 4          | 3           | 121:129 |
| Puttita Supajirakul / Sapsiree Taerattanachai | 3      | 1    | 2     | 2          | 4           | 105:117 |
| Jwala Gutta / Ashwini Ponnappa                | 3      | 0    | 3     | 1          | 6           | 111:142 |

| Team 1                                      | Ergebnis              | Team 2                                      |
| 11. August, 08:00 Uhr                       | 11. August, 08:00 Uhr | 11. August, 08:00 Uhr                       |
| ------------------------------------------- | --------------------- | ------------------------------------------- |
| Misaki Matsutomo (1) Ayaka Takahashi (1)    | 21:15 21:10           | Jwala Gutta Ashwini Ponnappa                |
| 11. August, 15:55 Uhr                       |                       |                                             |
| Eefje Muskens Selena Piek                   | 21:13 22:20           | Puttita Supajirakul Sapsiree Taerattanachai |
| 12. August, 08:50 Uhr                       |                       |                                             |
| Misaki Matsutomo (1) Ayaka Takahashi (1)    | 21:15 21:15           | Puttita Supajirakul Sapsiree Taerattanachai |
| 12. August, 10:00 Uhr                       |                       |                                             |
| Eefje Muskens Selena Piek                   | 21:16 16:21 :17       | Jwala Gutta Ashwini Ponnappa                |
| 13. August, 08:00 Uhr                       |                       |                                             |
| Misaki Matsutomo (1) Ayaka Takahashi (1)    | 21:90 21:11           | Eefje Muskens Selena Piek                   |
| 13. August, 10:45 Uhr                       |                       |                                             |
| Puttita Supajirakul Sapsiree Taerattanachai | 21:17 21:15           | Jwala Gutta Ashwini Ponnappa                |

#### Gruppe B
| Team                                      | Spiele | gew. | verl. | Sätze gew. | Sätze verl. | Punkte  |
| ----------------------------------------- | ------ | ---- | ----- | ---------- | ----------- | ------- |
| Jung Kyung-eun / Shin Seung-chan (4)      | 3      | 2    | 1     | 4          | 2           | 118:092 |
| Christinna Pedersen / Kamilla Rytter Juhl | 3      | 2    | 1     | 4          | 2           | 113:091 |
| Luo Ying / Luo Yu                         | 3      | 2    | 1     | 4          | 2           | 108:100 |
| Eva Lee / Paula Lynn Obanana              | 3      | 0    | 3     | 0          | 6           | 070:126 |

| Team 1                                  | Ergebnis              | Team 2                                  |
| 11. August, 09:35 Uhr                   | 11. August, 09:35 Uhr | 11. August, 09:35 Uhr                   |
| --------------------------------------- | --------------------- | --------------------------------------- |
| Christinna Pedersen Kamilla Rytter Juhl | 11:21 18:21           | Luo Ying Luo Yu                         |
| 11. August, 20:30 Uhr                   |                       |                                         |
| Jung Kyung-eun (4) Shin Seung-chan (4)  | 21:14 21:12           | Eva Lee Paula Lynn Obanana              |
| 12. August, 15:55 Uhr                   |                       |                                         |
| Christinna Pedersen Kamilla Rytter Juhl | 21:90 21:60           | Eva Lee Paula Lynn Obanana              |
| 12. August, 19:30 Uhr                   |                       |                                         |
| Jung Kyung-eun (4) Shin Seung-chan (4)  | 21:10 21:14           | Luo Ying Luo Yu                         |
| 13. August, 15:55 Uhr                   |                       |                                         |
| Jung Kyung-eun (4) Shin Seung-chan (4)  | 16:21 18:21           | Christinna Pedersen Kamilla Rytter Juhl |
| 13. August, 19:30 Uhr                   |                       |                                         |
| Luo Ying Luo Yu                         | 21:14 21:15           | Eva Lee Paula Lynn Obanana              |

#### Gruppe C
| Team                                          | Spiele | gew. | verl. | Sätze gew. | Sätze verl. | Punkte  |
| --------------------------------------------- | ------ | ---- | ----- | ---------- | ----------- | ------- |
| Nitya Krishinda Maheswari / Greysia Polii (3) | 3      | 3    | 0     | 6          | 0           | 126:081 |
| Vivian Hoo Kah Mun / Woon Khe Wei             | 3      | 2    | 1     | 4          | 2           | 125:109 |
| Heather Olver / Lauren Smith                  | 3      | 1    | 2     | 2          | 5           | 122:141 |
| Poon Lok Yan / Tse Ying Suet                  | 3      | 0    | 3     | 1          | 6           | 102:144 |

| Team 1                                          | Ergebnis              | Team 2                          |
| 11. August, 10:10 Uhr                           | 11. August, 10:10 Uhr | 11. August, 10:10 Uhr           |
| ----------------------------------------------- | --------------------- | ------------------------------- |
| Nitya Krishinda Maheswari (3) Greysia Polii (3) | 21:90 21:11           | Poon Lok Yan Tse Ying Suet      |
| 11. August, 11:55 Uhr                           |                       |                                 |
| Vivian Hoo Kah Mun Woon Khe Wei                 | 21:17 24:22           | Heather Olver Lauren Smith      |
| 12. August, 12:00 Uhr                           |                       |                                 |
| Vivian Hoo Kah Mun Woon Khe Wei                 | 21:15 21:13           | Poon Lok Yan Tse Ying Suet      |
| 12. August, 15:30 Uhr                           |                       |                                 |
| Nitya Krishinda Maheswari (3) Greysia Polii (3) | 21:10 21:13           | Heather Olver Lauren Smith      |
| 13. August, 09:35 Uhr                           |                       |                                 |
| Nitya Krishinda Maheswari (3) Greysia Polii (3) | 21:19 21:19           | Vivian Hoo Kah Mun Woon Khe Wei |
| 13. August, 21:05 Uhr                           |                       |                                 |
| Heather Olver Lauren Smith                      | 21:17 18:21 :16       | Poon Lok Yan Tse Ying Suet      |

#### Gruppe D
| Team                              | Spiele | gew. | verl. | Sätze gew. | Sätze verl. | Punkte  |
| --------------------------------- | ------ | ---- | ----- | ---------- | ----------- | ------- |
| Chang Ye-na / Lee So-hee          | 3      | 3    | 0     | 6          | 2           | 161:143 |
| Tang Yuanting / Yu Yang (2)       | 3      | 2    | 1     | 5          | 2           | 134:102 |
| Gabriela Stoewa / Stefani Stoewa  | 3      | 1    | 2     | 2          | 4           | 104:120 |
| Johanna Goliszewski / Carla Nelte | 3      | 0    | 3     | 1          | 6           | 110:144 |

| Team 1                         | Ergebnis              | Team 2                          |
| 11. August, 15:30 Uhr          | 11. August, 15:30 Uhr | 11. August, 15:30 Uhr           |
| ------------------------------ | --------------------- | ------------------------------- |
| Chang Ye-na Lee So-hee         | 24:22 21:15           | Gabriela Stoewa Stefani Stoewa  |
| 11. August, 15:30 Uhr          |                       |                                 |
| Tang Yuanting (2) Yu Yang (2)  | 21:10 21:11           | Johanna Goliszewski Carla Nelte |
| 12. August, 10:10 Uhr          |                       |                                 |
| Chang Ye-na Lee So-hee         | 21:18 18:21 :17       | Johanna Goliszewski Carla Nelte |
| 12. August, 15:55 Uhr          |                       |                                 |
| Tang Yuanting (2) Yu Yang (2)  | 21:14 21:11           | Gabriela Stoewa Stefani Stoewa  |
| 13. August, 08:00 Uhr          |                       |                                 |
| Tang Yuanting (2) Yu Yang (2)  | 18:21 :14 11:21       | Chang Ye-na Lee So-hee          |
| 13. August, 20:30 Uhr          |                       |                                 |
| Gabriela Stoewa Stefani Stoewa | 21:14 21:19           | Johanna Goliszewski Carla Nelte |

### Finalrunde
|  | Viertelfinale | Viertelfinale          | Viertelfinale          | Viertelfinale | Viertelfinale |             |                       | Halbfinale | Halbfinale       | Halbfinale       | Halbfinale       | Halbfinale       |                  |    | Finale                | Finale      | Finale | Finale | Finale |
|  |               |                        |                        |               |               |             |                       |            |                  |                  |                  |                  |                  |    |                       |             |        |        |        |
|  | 1             | Matsutomo / Takahashi  | 21                     | 18            | 21            |             |                       |            |                  |                  |                  |                  |                  |    |                       |             |        |        |        |
|  |               | Hoo / Woon             | 16                     | 21            | 9             |             |                       |            |                  |                  |                  |                  |                  |    |                       |             |        |        |        |
|  |               | Hoo / Woon             | 16                     | 21            | 9             | 1           | Matsutomo / Takahashi | 21         | 21               |                  |                  |                  |                  |    |                       |             |        |        |        |
|  |               |                        |                        |               |               | 1           | Matsutomo / Takahashi | 21         | 21               |                  |                  |                  |                  |    |                       |             |        |        |        |
|  |               | 4                      | Jung / Shin            | 16            | 15            |             |                       |            |                  |                  |                  |                  |                  |    |                       |             |        |        |        |
|  | 4             | 4                      | Jung / Shin            | 16            | 15            | Jung / Shin | 21                    | 20         | 21               |                  |                  |                  |                  |    |                       |             |        |        |        |
|  | 4             |                        |                        |               |               |             |                       | 20         | 21               |                  |                  |                  |                  |    |                       |             |        |        |        |
|  |               | Muskens / Piek         | 13                     | 22            | 14            |             |                       |            |                  |                  |                  |                  |                  |    |                       |             |        |        |        |
|  |               |                        |                        |               |               |             |                       |            |                  |                  |                  |                  |                  | 1  | Matsutomo / Takahashi | 18          | 21     | 21     |        |
|  |               |                        | Pedersen / Rytter Juhl | 21            | 9             | 19          |                       |            |                  |                  |                  |                  |                  |    |                       |             |        |        |        |
|  | 2             | Tang / Yu              | 21                     | 21            |               |             |                       |            |                  |                  |                  |                  |                  |    |                       |             |        |        |        |
|  | 3             | Maheswari / Polii      | 11                     | 14            |               |             |                       |            |                  |                  |                  |                  |                  |    |                       |             |        |        |        |
|  | 3             | Maheswari / Polii      | 11                     | 14            |               | 2           | Tang / Yu             | 16         | 21               | 19               |                  |                  |                  |    |                       |             |        |        |        |
|  |               |                        |                        |               |               | 2           | Tang / Yu             | 16         | 21               | 19               |                  |                  |                  |    |                       |             |        |        |        |
|  |               |                        | Pedersen / Rytter Juhl | 21            | 14            | 21          |                       |            | Spiel um Platz 3 | Spiel um Platz 3 | Spiel um Platz 3 | Spiel um Platz 3 | Spiel um Platz 3 |    |                       |             |        |        |        |
|  |               | Pedersen / Rytter Juhl | Pedersen / Rytter Juhl | 21            | 14            | 21          | 28                    | 18         | Spiel um Platz 3 | Spiel um Platz 3 | Spiel um Platz 3 | Spiel um Platz 3 | Spiel um Platz 3 | 21 |                       |             |        |        |        |
|  |               |                        |                        |               |               |             |                       |            |                  |                  |                  |                  |                  | 21 |                       |             |        |        |        |
|  |               | Chang / Lee            | 26                     | 21            | 15            |             |                       |            |                  |                  |                  |                  |                  |    | 4                     | Jung / Shin | 21     | 21     |        |
|  |               |                        |                        |               |               |             |                       |            |                  |                  |                  |                  |                  |    | 2                     | Tang / Yu   | 8      | 17     |        |